# Monte Penoso
Le monte Penoso est une montagne du Cap-Vert d'origine volcanique. Avec une altitude de 436 m, c'est le point culminant de Maio, une île aride et plate, fortement érodée.
Avec le monte Branco, il fait partie d'un « paysage protégé » en raison de ses caractéristiques géologiques, une association exceptionnelle d'argile, de calcaire et de roches volcaniques due à la présence de dépôts mésozoïques, les plus anciens de l'archipel.